# Rumex hastatulus
Rumex hastatulus là một loài thực vật có hoa trong họ Rau răm. Loài này được Baldwin miêu tả khoa học đầu tiên năm 1821.